# Mézerville
Mézerville település Franciaországban, Aude megyében. Lakosainak száma 97 fő (2022. január 1.). Mézerville Belpech, La Louvière-Lauragais, Molandier, Peyrefitte-sur-l’Hers, Sainte-Camelle és Saint-Sernin községekkel határos.

## Népesség
A település népessége az elmúlt években az alábbi módon változott:
| Lakosok száma | 87   | 87   | 70   | 100  | 87   | 95   | 95   | 97   | 98   | 97   |
|               | 1968 | 1982 | 1990 | 2006 | 2013 | 2015 | 2017 | 2019 | 2020 | 2022 |